# Nolídeos
Nolídeos (Nolidae) são uma família de insectos da ordem Lepidoptera.